# Aega antennata
Aega antennata är en kräftdjursart som beskrevs av Richardson 1910. Aega antennata ingår i släktet Aega och familjen Aegidae. Inga underarter finns listade i Catalogue of Life.